# Johann Schröder (Mathematiker)
Johann Wiards Albert Schröder (* 4. April 1925 in Norden (Ostfriesland); † 3. Januar 2007) war ein deutscher Mathematiker.

## Leben
Er studierte Mathematik und Physik an der TH Hannover und Universität Göttingen. Im Jahre 1952 errang er mit der Dissertation an der TH Hannover bei Lothar Collatz mit dem Thema Fehlerabschätzungen zur Störungsrechnung bei linearen Eigenwertproblemen die Promotion.
Im Jahre 1955 konnte er sich habilitieren. Im Lehramt an der TH Braunschweig war er seit 1955 tätig. An die Universität Hamburg wechselte er im Jahre 1957, wo er ab 1961 als außerplanmäßiger Professor lehrte. 
An die Universität zu Köln wurde er ab 1963 als Ordinarius berufen. Als Gastprofessor war er in den Jahren 1960 bis 1961 an der Universität Madison und jeweils an der Seattle University von 1964 bis 1965 bzw. von 1969 bis 1970 tätig. Im Jahre 1986 trat er in den Ruhestand. 
1966 hielt er einen Plenarvortrag auf dem Internationalen Mathematikerkongress in Moskau (Ungleichungen und Fehlerabschätzungen).
Er starb infolge eines Unfalls und wurde auf dem Friedhof Bensberg beigesetzt.

## Schriften
- Operator Inequalities. Academic Press, New York 1980.
- Linear partial differential equations, self-adjoint partial differential operators, spectral theory. American Mathematical Society, November 2004.